# Shunhe (köpinghuvudort i Kina, Hubei Sheng, lat 31,30, long 114,83)
Shunhe (kinesiska: 顺河) är en köpinghuvudort i Kina. Den ligger i provinsen Hubei, i den centrala delen av landet, omkring 95 kilometer nordost om provinshuvudstaden Wuhan. Antalet invånare är 43 233. Befolkningen består av 21 908 kvinnor och 21 325 män. Barn under 15 år utgör 19,0 %, vuxna 15-64 år 71 %, och äldre över 65 år 9,0 %.
Runt Shunhe är det tätbefolkat, med 331 invånare per kvadratkilometer. Närmaste större samhälle är Xinghua, 19,4 km väster om Shunhe. Trakten runt Shunhe består till största delen av jordbruksmark.
Genomsnittlig årsnederbörd är 1 531 millimeter. Den regnigaste månaden är juli, med i genomsnitt 270 mm nederbörd, och den torraste är december, med 19 mm nederbörd.